# Йохан I фон Шнабелбург
Йохан I фон Шнабелбург (на немски: Johann I von Schnabelburg; † сл. 1315) от влиятелния род Ешенбах е фрайхер на Шнабелбург в кантон Люцерн в Швейцария и фогт на Шварценберг в Шварцвалд.

## Произход и наследство
Той е син на фрайхер Улрих I фон Шнабелбург († 1255) и съпругата му Аделхайд фон Тирщайн († сл. 1253), дъщеря на граф Рудолф III фон Тирщайн, пфалцграф фон Базел († 1318) и Беатрикс фон Геролдсек († сл. 1267). Внук е на фрайхер Берхтолд I фон Шнабелбург († 1225) и съпругата му фон Клинген. Правнук е на Валтер I фон Ешенбах († сл. 1185) и Аделхайд фон Шварценберг († 1189).
Линията фон „Шнабелбург“ поема наследството на Аделхайд фон Шварценберг в Брайзгау. Внуците започват да се наричат „господари фон Шварценберг“. Брат му Берхтолд II († 1267) е фрайхер на Шнабелбург.
Йохан I и брат му Берхтолд II разделят собствеността около 1250 г. Децата на Йохан I започват да се наричат фон Шварценберг.

## Фамилия
Йохан I фон Шнабелбург се жени за Уделхилд фон Юзенберг († сл. 1322), дъщеря на Хесо IV фон Юзенберг (* 1283; † 1331), правнучка на Рудолф II фон Кенцинген († 1259) и графиня Кунигунда фон Катценелнбоген († 1253). Те имат децата:
- Анна Магдалена фон Шнабелбург/Шварценберг († 23 март 1310), омъжена сл. 6 декември 1307 г. за граф Вилхелм I фон Монфор-Брегенц († 6 февруари 1348/8 октомври 1350)
- Валтер II фон Шнабелбург/Шварценберг († 19 декември 1343), господар на Шварценберг, женен за Сузана фон Ратзамхаузен († сл. 1348)
  - Йохан II фон Шварценберг († 31 май 1377 в битката при Ройтлинген), женен на 21 октомври 1340 г. за роднината си Анна фон Шварценберг († 1396), дъщеря на Улрих I фон Шварценберг-Дирзберг († 1348) и Йохана фон Зигнау († сл. 1358)
- Улрих фон Шнабелбург
- Уделхилд фон Шнабелбург